# Claude de Valois
Claude a Franței (12 noiembrie 1547 - 21 februarie 1575) a fost a doua fiică a regelui Henric al II-lea al Franței și a soției acestuia, Caterina de Medici.

## Biografie
Claude a fost crescută alături de sora ei Elisabeta, viitoare regină a Spaniei și de cumnata ei, Maria Stuart. 
S-a căsătorit la vârsta de 11 ani, la 19 ianuarie 1559 cu Carol al III-lea, Duce de Lorena. Claude a fost victimă a trăsăturilor nesănătoase pe care Caterina le-a transmis copiilor ei (cu excepția Margaretei), și a suferit de cocoașă și malformație la un picior.
Această foarte discretă prințesă a fost favorita mamei ei. Adesea ea părăsea Nancy, capitala Lorenei, pentru a locui împreună cu mama ei în inima Franței. De asemenea, Caterinei de Medici îi plăcea să-și viziteze fiica în Lorena.
Claude a murit la naștere în 1575.

### Copii
Claude și Carol au avut următorii copii:
- Henric al II-lea, Duce de Lorena (1563–1624) căsătorit cu Margerita Gonzaga
- Cristina (1565–1637), căsătorită cu Ferdinando I de' Medici, Mare Duce de Toscana
- Charles (1567–1607), Cardinal de Lorena și episcop de Metz (1578–1607), episcop de Strasbourg (1604–1607)
- Antoinette (1568–1610), căsătorită cu John William, Duce de Jülich-Cleves-Berg
- Anne (1569–1676)
- Francisc al II-lea, Duce de Lorena (1572–1632) căsătorit cu Christina de Salm
- Caterina (1573-1648), stareță de Remiremont
- Elisabeta Renata (1574–1635), căsătorită cu Maximilian I, Elector de Bavaria
- Claude, 1575-1576.